# Bjarni Herjólfsson
Bjarni Herjólfsson norvég-izlandi felfedező volt, akiről úgy vélik, első európaiként láthatta meg Amerika partjait.

## Élete
Bjarni Herjólfr Bárdi Herjólfsson (ónorvégul: Bárði), és Thorgerdr (ónorvégul: Þorgerðr) fiaként látta meg a napvilágot Izlandon. Felnőttként Bjarniböl a norvég kereskedők vezetője lett, de édesapját minden nyáron meglátogatta Izlandon.

### Amerika felfedezése
Bjarniről úgy gondolják, ő volt az első európai aki saját szemével látta Észak-Amerikát. A Grœnlendinga saga (Grönlandiak szagája) elmeséli, hogy mint mindig minden évben nyáron, ekkor is nekiindult a tengernek, hogy édesapjával találkozhasson. Ekkor vette észre, hogy apja Vörös Erikkel Grönlandra ment. így fogta legénységét, és nekiindult a nagy útnak, hogy megtalálja őt. Azonban 986 nyarán, Bjarnit, aki térképek és iránytű nélkül indult neki a tengernek, eltérítették a szelek. Fával és hegyekkel borított területre érkeztek, de legénysége akármennyire is kérlelte, visszautasította, hogy ott maradjanak és körbe nézzenek. Mivel a legénység egyetlen tagja sem volt még Grönlandon, ezért úgy kellett azt megtalálni. A szigeten nyugat felé nagy erdősségekkel borított alacsony hegyeket vett észre, a terület lakhatónak tűnt, de Bjarni mihamarabb el akarta érni Grönlandot, hogy találkozzon a szüleivel és az új helyen nem maradt ott azt feltérképezni. Végül Grönlandra történő megérkezése után úgy határozott, szüleivel fog együtt élni, és nem indított újabb expedíciókat az új terület felé. Miután visszatért Grönlandra, úgy döntött, édesapjánál Herjolfsnesben telepedik le. Felfedezéseiről sokaknak beszámolt, de édesapja haláláig nem sokakat érdekelt, s ekkor visszatért Norvégiába.

## Hatása
Utazását követően gyorsan elterjedt az általa nyugaton felfedezett területek híre, és ennek hatására elterjedtek a cselszövések a Nyugati Birodalomban. Bjarnit egyszerre ünnepelték a felfedezése miatt és ugyanakkor többek között Eric gróf megrótta azért, mert nem invesztált. Tryggvi J. Oleson, a  Manitoba Egyetem professzora azt mondta: „sok minden támasztja alá azt az elképzelést, hogy a három sziget, melyet Bjarni láthatott, Newfoundland, Labrador és a Baffin-sziget lehetett.”
A grönlandiakat igen érdekelték ezek a felfedezések, és mivel híján voltak fából, nagyon megmozgatta a fantáziájukat a Bjarni által leírt erdős partsáv. Nem sokkal később, Leif Erikson (ónorvégul: Leifr Eiríksson), wla grönlandi vezető, Erik fia megvette a hajót, amit Bjarni használt az útjaihoz, felbérelt egy 35 fős legénységet, és meg akarta ismételni Bjarni útját. Ennek lehetett eredménye az Új-Fulland partjainál létrehozott viking L’Anse aux Meadows település. Ez volt első ismert kísérlet arra, hogy európaiak letelepedjenek Amerikában.